# Autonomie (Politikwissenschaft)
Autonome Gebiete sind Territorien innerhalb eines Staates, die sich nach innen selbst verwalten. Sie haben eigene Gesetzgebungsorgane und politische Strukturen, unterliegen aber auch der Gesetzgebung des übergeordneten Staates und werden außen- und sicherheitspolitisch von diesem vertreten. Sie sind keine souveränen Staaten. Für die Bestimmung von „moderner“ Territorialautonomie sind präzise Kriterien anzulegen, die dem Begriff der politischen Autonomie als Selbstregierung einer Bevölkerung auf einem innerstaatlichen Territorium Substanz verleihen.

## Autonome Gebiete
Autonome Gebiete liegen oftmals innerhalb von Staaten, in denen starke Minderheiten leben.

## Aktuelle Beispiele
- Asad Kaschmir (Pakistan)
- Autonome Region Kurdistan (Irak)
- Åland (Finnland)
- Gagausien (Moldau)
- Autonome Republik Nachitschewan (Aserbaidschan)
- Karakalpakistan (Usbekistan)
- Färöer und Grönland (Dänemark)
- viele Republiken der Russischen Föderation (siehe auch Verwaltungsgliederung Russlands)
- teilweise ehemalige Kolonien (siehe auch Kolonisation), z. B. die des Vereinigten Königreiches und Frankreichs
- Vojvodina (Serbien)
- Republika Srpska und Föderation Bosnien und Herzegowina (Bosnien und Herzegowina)
- Adscharien und Abchasien (Georgien; letztere steht nicht unter Kontrolle der Zentralregierung)
- Innere Mongolei, Guangxi, Ningxia, Tibet und Xinjiang als autonome Regionen der Volksrepublik China, daneben gibt es dort 30 autonome Bezirke, 117 autonome Kreise und 3 autonome Banner als weitere autonome Verwaltungseinheiten Chinas

## Teilautonomie
Eine Verwaltungseinheit oder ein Gliedstaat eines Staates kann in bestimmten Kompetenzbereichen im Sinne der Souveränität vollständig unabhängig über seine eigenen Belange entscheiden. Zum Beispiel haben die Kantone der Schweiz Entscheidungsfreiheit in allen Bereichen, die nicht ausdrücklich an die Eidgenossenschaft delegiert wurden und solange die Entscheidungen nicht der Bundesverfassung widersprechen. Hierunter fallen große Teile des Bildungswesens, der inneren Sicherheit, des Sozial- und des Gesundheitswesens.
Bestimmte Verwaltungseinheiten eines zentralistisch regierten Staates haben gewisse Kompetenzbereiche, in denen sie frei über ihre Belange entscheiden dürfen. Zum Beispiel hat die französische Region Elsass eine Teilautonomie im sonst zentralisierten Bildungswesen. Davon betroffen sind Ausmaß und Gestaltung des Deutschunterrichts sowie Regelungen zur Benutzung der deutschen Sprache im Unterricht.

### Sonderfall Italien
Der Staat Italien hat in den letzten Jahren durch Devolution einige seiner Kompetenzen an die Regionen übertragen. Diese genießen seither eine gewisse Autonomie. Das Gesundheitswesen und der Tourismus z. B. fallen nun mehr in den regionalen Zuständigkeitsbereich.
Die Inseln Sizilien und Sardinien und die von Minderheiten bewohnten Grenzregionen Friaul-Julisch Venetien, Aostatal und Trentino-Südtirol verfügen über eine von einem Sonderstatut (ein Gesetz in Verfassungsrang) geregelte Autonomie. In Italien werden diese Regionen als autonome Regionen bezeichnet. In der Tat geht vor allem die finanzielle Autonomie weiter als die etwa der deutschen und österreichischen Bundesländer, da 60 bis sogar 100 Prozent aller Steuern den genannten Regionen zustehen.

### Sonderfall Spanien
Nach 1978 entstanden in Spanien 17 Autonome Regionen. Die Verfassung garantiert den Regionen ausdrücklich ihre Autonomie. Sie stellt aber für die jeweiligen Autonomiestatute nur einen flexiblen Rahmen dar, der für jede Region individuell eine weitergehende oder engere Autonomie ermöglicht. Das Baskenland, Navarra und Katalonien, mit dem Autonomiestatut von Katalonien, nehmen daher eine Sonderstellung ein. Die drei Regionen haben ihren eigenen Polizeikörper, die Ertzaintza im Baskenland, die Policía Foral in Navarra und die Mossos d’Esquadra in Katalonien. Diese besondere Rolle ist vor allem auf die jeweilige Geschichte zurückzuführen, die jahrhundertelang von Bevormundung und Unterdrückung durch die Zentralregierung in Madrid geprägt war (siehe Geschichte Spaniens).
Die 17 Regionen gelten als hochverschuldet. Ihre Verschuldung hat seit dem Platzen der Immobilienblase in Spanien (2007/2008) stark zugenommen. Seit Sommer 2012 wird diese Verschuldung im Euro-Raum öffentlich thematisiert.